# جریان‌پذیری
جریان پذیری (به انگلیسی: Ampacity) بیشینه مقدار جریان الکتریکی هست که یک هادی یا یک وسیله می‌تواند قبل از شکست تحمل کند. همچنین از آن به نرخ جریان یا ظرفیت تحمل جریان نیز یاد می شود.
در تعریفی دیگر جریان پذیری، یک جریان RMS  الکتریکی هست که یک وسیله می‌تواند به شرط باقی‌ماندن در محدوده دمایی مجاز خود به صورت مداوم تحمل کند . جریان پذیری یک کابل به پارامتر های زیر وابسته است :
- محدوده دمایی مجاز عایق کابل
- مقاومت الکتریکی هادی کابل
- فرکانس جریان کابل در حالت جریان متناوب
- قابلیت گرمازدایی (تبادل گرمایی کابل با محیط) که به شکل و سطح کابل و موارد دیگر بستگی دارد
- دمای محیطی کابل (پیرامون کابل)